# داريل جونز
داريل جونز (بالإنجليزية: Darryl Jones)‏ (و. 1961  م) هو عازف بيس، وعازف جاز أمريكي، ولد في شيكاغو، يستخدم آلات غيتار البيس.

## التعليم
تعلم في جامعة جنوب إلينوي مدرسة الطب ‏.

## روابط خارجية
- داريل جونز على موقع IMDb (الإنجليزية)
- داريل جونز على موقع الموسوعة البريطانية (الإنجليزية)
- داريل جونز على موقع ميوزك برينز (الإنجليزية)
- داريل جونز على موقع رولينغ ستون (الإنجليزية)
- داريل جونز على موقع أول ميوزيك (الإنجليزية)
- داريل جونز على موقع ديسكوغز (الإنجليزية)
- داريل جونز على موقع قاعدة بيانات الفيلم (الإنجليزية)